# Otočić Bisaga (ö i Kroatien, lat 43,81, long 15,28)
Otočić Bisaga är en ö i Kroatien.   Den ligger i länet Šibenik-Knins län, i den södra delen av landet, 230 km söder om huvudstaden Zagreb. Arean är 0,14 kvadratkilometer.
Terrängen på Otočić Bisaga är varierad. Öns högsta punkt är 9 meter över havet. Den sträcker sig 0,6 kilometer i nord-sydlig riktning, och 0,7 kilometer i öst-västlig riktning.